# Hedysarum sajanicum
Hedysarum sajanicum är en ärtväxtart som beskrevs av N.Ulziykh. Hedysarum sajanicum ingår i släktet buskväpplingar, och familjen ärtväxter. Inga underarter finns listade i Catalogue of Life.